# Rémy Equipart
Rémy Equipart est un footballeur français né le 8 décembre 1922 à Quiévrechain (Nord) et mort dans la même ville le 10 juillet 2003. 
Ce joueur formé à l'US Valenciennes-Anzin a joué dans ce club durant l'après-guerre.

## Carrière de joueur
- 1946-1952 : US Valenciennes-Anzin[2]